# Almeidea limae
Almeidea limae är en vinruteväxtart som beskrevs av I.M. Silva. Almeidea limae ingår i släktet Almeidea och familjen vinruteväxter. Inga underarter finns listade i Catalogue of Life.